# Perles, Aisne

Perles este o comună în departamentul Aisne din nordul Franței. În 1 ianuarie 2018 avea o populație de 79 de locuitori.